# Teuvo Kohonen
 (décembre 2021).
Si vous disposez d'ouvrages ou d'articles de référence ou si vous connaissez des sites web de qualité traitant du thème abordé ici, merci de compléter l'article en donnant les références utiles à sa vérifiabilité et en les liant à la section « Notes et références ».
Pour les articles homonymes, voir Kohonen.
Teuvo Kohonen est un informaticien et chercheur finlandais, né le 11 juillet 1934 à Lauritsala et mort le 13 décembre 2021 à Espoo, professeur émérite à l'Académie de Finlande.

## Apports scientifiques
Teuvo Kalevi Kohonen travaille dans de nombreux champs, notamment les réseaux neuronaux artificiels et particulièrement sur l'algorithme du Learning Vector Quantization en sciences informatiques, basé sur la quantification vectorielle. Il travaille également en théorie fondamentale sur la mémoire. Il a publié plusieurs essais et plus de trois-cents articles. Ses contributions les plus notoires concernent la carte autoadaptative dite « carte de Kohonen ».
En vertu d'une large réutilisation de ses travaux dans les applications pratiques, Kohonen est souvent considéré comme le scientifique finlandais le plus éminent.
Il a effectué la plupart de sa carrière à l'université technologique d'Helsinki.